# Shorea falcifera
Shorea falcifera är en tvåhjärtbladig växtart som beskrevs av William Turner Thiselton Dyer och Brandis.. Shorea falcifera ingår i släktet Shorea och familjen Dipterocarpaceae. Inga underarter finns listade i Catalogue of Life.